# Ресава
Ресава (серб. Ресава) — река в Сербии, крупнейший правый приток Велика-Моравы (бассейн Дуная), протекает по территории общин Деспотовац и Свилайнац в Поморавском округе на востоке центральной части страны. Длина реки составляет 65 км, площадь водосборного бассейна — 744 км².

## География
Начинается в Восточно-Сербских горах. В верхней половине течёт преимущественно на запад, в нижней — на северо-запад Впадает в Мораву около Свилайнаца.
Имеется водопад высотой 25 м, бывший до недавнего времени крупнейшим в Сербии. В нижнем течении реки имеются шахты, добывающие бурый уголь. Имеется крупный монастырь.